# EO Door de Week
EO Door de Week was een radioprogramma van de Evangelische Omroep op NPO Radio 5.

## Ontstaan
Het programma begon in januari 2014 na een grondige herindeling van de radiozenders in het Nederlands publiek omroepbestel. EO Door de Week werd op werkdagen (maandag tot en met vrijdag) tussen 20.00 en 21.00 uur uitgezonden en besteedde aandacht aan thema's op het raakvlak van (christelijk) geloof, maatschappij, wetenschap en opinie. Presentatoren waren Tom Herlaar, André Diepenbroek en Embert Messelink, invaller was onder meer Andries Knevel.

## Onderdelen
Enkele dagen van de week hadden vaste thema's. Zo sprak Andries Knevel op maandag in de rubriek Geloof en Wetenschap met een jonge gelovige wetenschapper, was er op dinsdag De week van Willem, waarin aan theoloog en opiniemaker Willem Ouweneel werd gevraagd welke thema's hem de afgelopen week waren opgevallen, en was er op vrijdag het Vrijdagforum, waarin twee leden van een panel actuele onderwerpen van commentaar voorzagen; deze rubriek was een voortzetting van het Radio 5-programma Deze Week. Op vrijdag was er tevens een reportage te horen die gemaakt was door IKON-journalisten.
Iedere uitzending kende ook de rubriek Het Tweede Oor ('H2O') waarin Joop van der Elst een kort gesprek had met één persoon over een geloofsonderwerp. Vanaf februari 2015 was er op woensdag een column van zanger Matthijn Buwalda, genaamd Scherven. Per januari 2016 verdween EO Door de Week als gevolg van een nieuwe programmering op Radio 5.